# Onabas
Onabas är en ort i Mexiko.   Den ligger i kommunen Onavas och delstaten Sonora, i den nordvästra delen av landet, 1 500 km nordväst om huvudstaden Mexico City. Onabas ligger 175 meter över havet och antalet invånare är 399.
Terrängen runt Onabas är huvudsakligen kuperad, men åt sydväst är den platt.  Trakten runt Onabas är nära nog obefolkad, med mindre än två invånare per kvadratkilometer. Det finns inga andra samhällen i närheten. I omgivningarna runt Onabas växer huvudsakligen savannskog.